# 妙果寺
妙果寺是中国浙江温州的一座汉传佛教寺庙，位于市区松台山南麓，为温州市佛教协会所在地。寺庙始建于北宋，后多次毁坏、重建，今庙宇为1980年代后重修。寺内有古钟一口，名为“猪头钟”。寺前原有宋代千佛塔，后于1951年拆除。

## 历史
妙果寺原名妙果院，建于北宋大中祥符元年（1008年），位于温州城墙来福门外。:432创建者为天台宗妙果文昌法师。文昌为永嘉县人，曾追随慈云遵式、法智大师，是慈云诸多弟子中的佼佼者，之后回到家乡，为妙果第一世。:277:201之后，天台宗天授:276、处谦:309、继忠:306、从义
、宝印:213等都曾在此驻锡。绍兴二十八年（1158年），比丘尼员净向妙果寺捐赠大批佛教经典，价值万金。王十朋应叔父宝印法师之邀，写作《妙果院藏記》记录此事。:942
清顺治十五年（1658年），妙果寺毁坏废弃，康熙十四年（1675年）重建。
清末以来，寺院凋敝。1951年，寺前千佛塔被拆。文化大革命期间，宗教活动停止。
1978年，中共中央转发中央统战部报告，恢复宗教信仰自由政策，开放宗教活动场所。:2411980年代初，原妙果寺住持雪善之徒、旅法华侨黄忠英，为实现出国前所发之愿，捐赠人民币十万元，要求重修妙果寺。1982年，温州市人民政府批准恢复开放妙果寺，为温州市区最早修复开放的佛教活动场所，同时也是温州市佛教协会所在地。

## 建筑

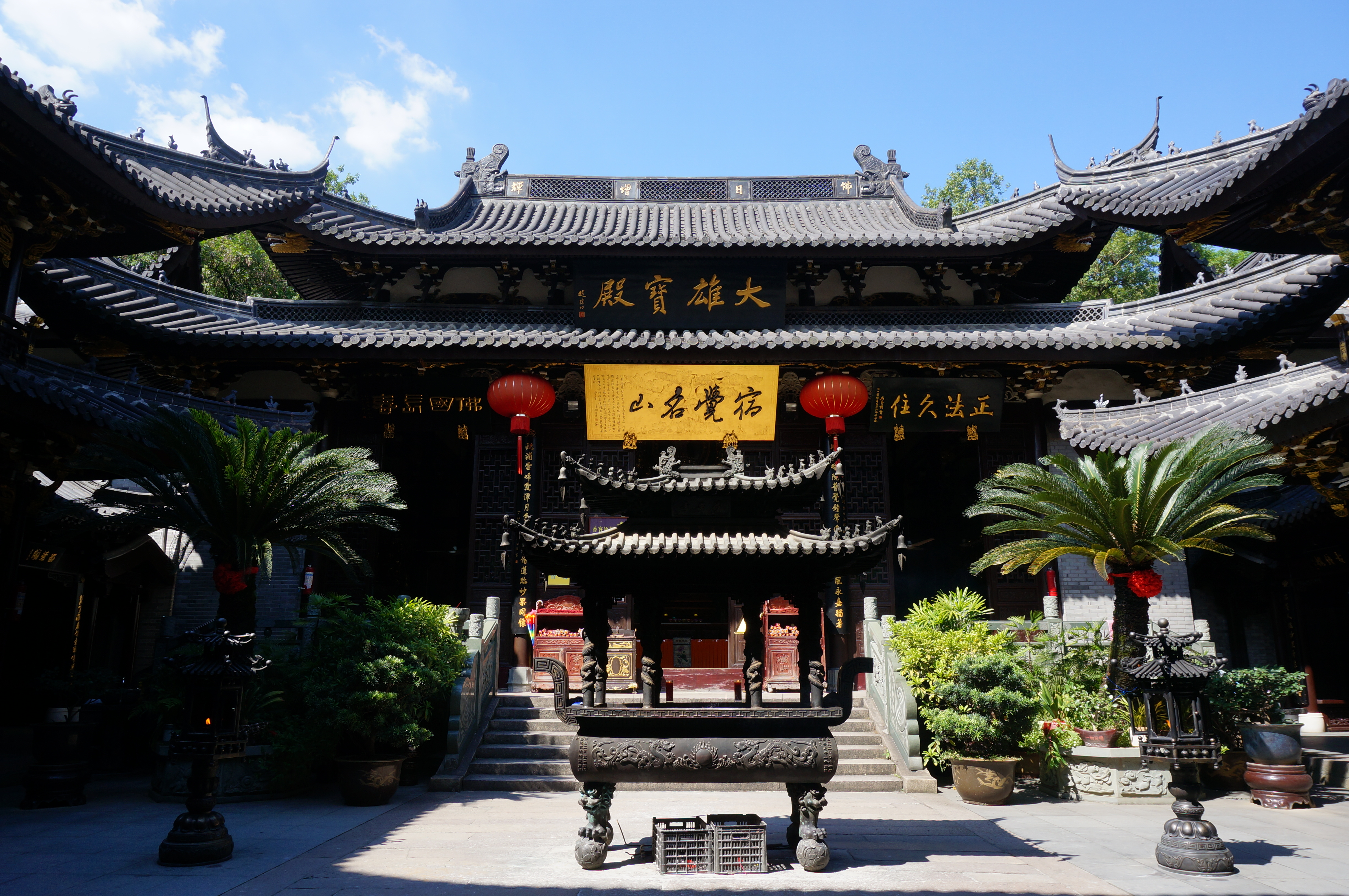
妙果寺大雄宝殿

妙果寺目前建筑基本为1983后重建。寺庙三进，坐北朝南。中轴线建筑有天王殿（即正门）、大雄宝殿、地藏殿（二楼为观音阁）。正门上悬“妙果寺”匾额，为沙孟海手书。
:5
寺外西侧有省级文物保护单位张璁碑亭。:168

## 猪头钟

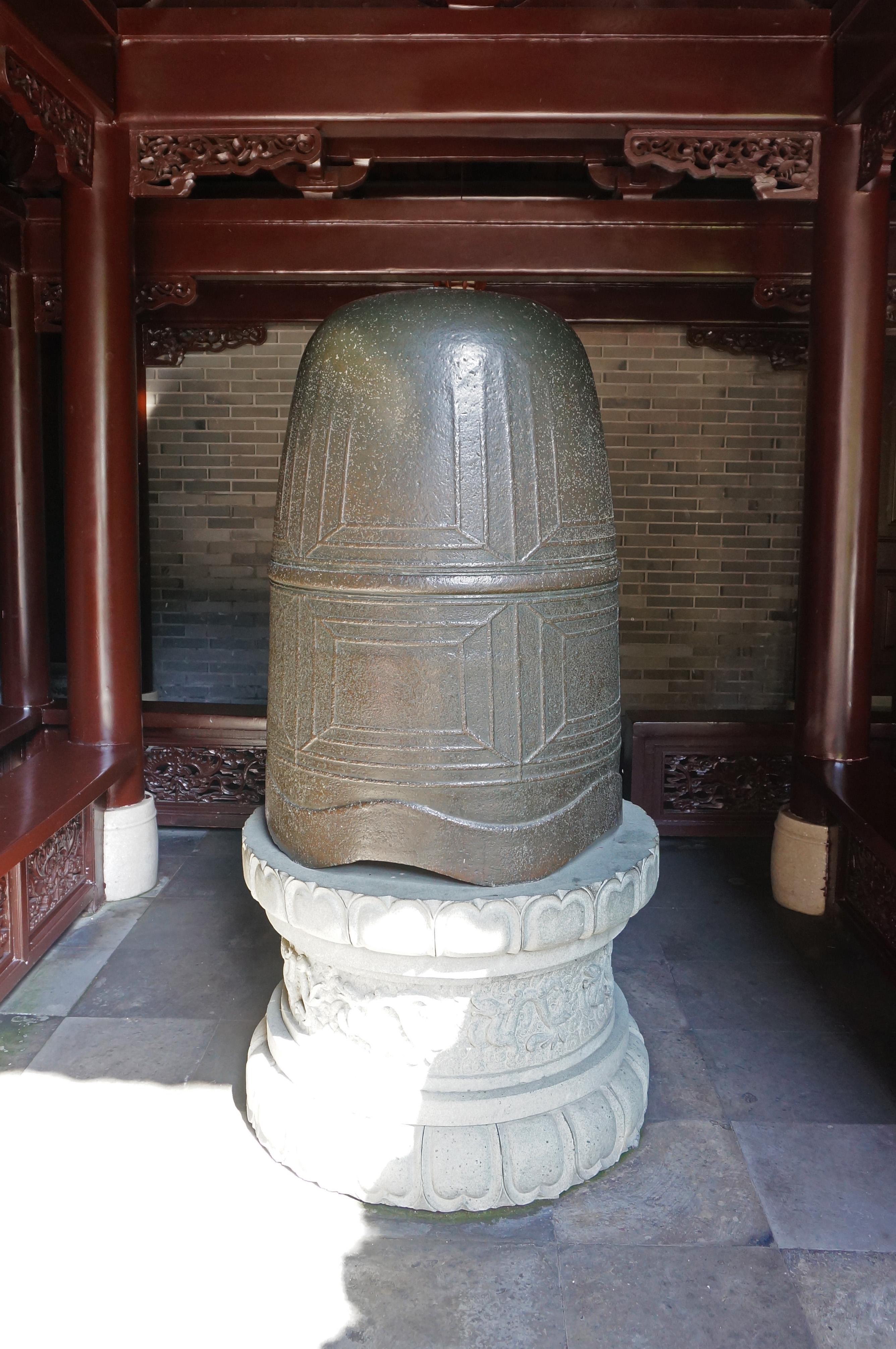
猪头钟

叮叮当，

叮叮当，

山脚门外孤老堂，

松台山上仙人井，

妙果寺里猪头钟。——温州民谣
妙果寺内有一口古钟，高一米余，重约400千克，素面无纹，形制与现存江心寺、铸造于南宋宝祐三年（1255年）的铜钟相仿。
据康熙县志记载，这口古钟十分神异，历来都没有悬挂起来，而是半埋在土里。据说，过去妙果寺有一位僧人，为了铸造铜钟而出外化缘，募来的钱却用来购买酒肉吃喝，因此受到其他僧人和施主的指责。僧人说：“我现在要去铸钟了。你们不要马上敲钟，要十天之后才能使用。”然后跳井自尽，被打捞上来时，已经变成了一口钟。人们马上敲击，结果温州城内外多处发生火灾。因此，人们把钟半埋在土里，不敢悬挂，以防患火灾。:85-86
古钟原名“济陀钟”。因温州市区方言语音变化，“济陀”变为与“猪头”同音:78-85，因此民间俗称其为“猪头钟”。:24民间故事也在过去传说的基础上，增加了铸钟僧人用化缘所得钱财买猪头肉吃的情节。:76-77

## 千佛塔
妙果寺前原有建于北宋时期的千佛塔一座。最初为继忠法师所修造，时间可能在嘉祐年间，后来毁塌。之后，在僧人清惠主持下，于大观四年（1110年）十月重建，次年春完工。塔高18.5米，六面十一层，各层外面皆围石，浮雕佛像。
1951年修筑丽温公路时，千佛塔划在公路旁。温州公路局担心已年久失修的古塔将来因来往车辆震动而倒塌，口头通知市政府民政科房管股拆除。后市文物管理委员会致函公路局工程队，建议保留古塔，若必须拆除，也应由文管会参与出土文物的保存、整理工作。工程队则表示尚未决定拆除，仍在讨论。然而房管股在市府、文管会、工程队不知情情况下，于3月7日擅自拆除千佛塔。拆到一半时，公路局公文方才发到工程现场。房管股认为既已拆除一半，索性全部拆光。事后，方介堪等致函中央文化部文物局局长、温州人郑振铎。郑振铎大为震惊，致函浙江省人民政府主席谭震林请求调查。省府对市府未遵循古建筑保护办法、未依规请示上级的行为严厉批评，一再追究责任。
千佛塔拆除后，塔内出土大批文物，曾在五马街国货公司内展出。之后，从中选出十五件文物，包括银鎏金佛像两尊、舍利子五颗，送至华东文化部。这批文物如今不见于上海博物馆、浙江博物馆，下落不明。其余铜镜、碑刻等文物收藏于温州博物馆。:27